# Královec
Královec (Königshan in tedesco) è un comune della Repubblica Ceca facente parte del distretto di Trutnov, nella regione di Hradec Králové. con una popolazione stimata all'inizio del 2020 di 195 abitanti.

## Geografia fisica

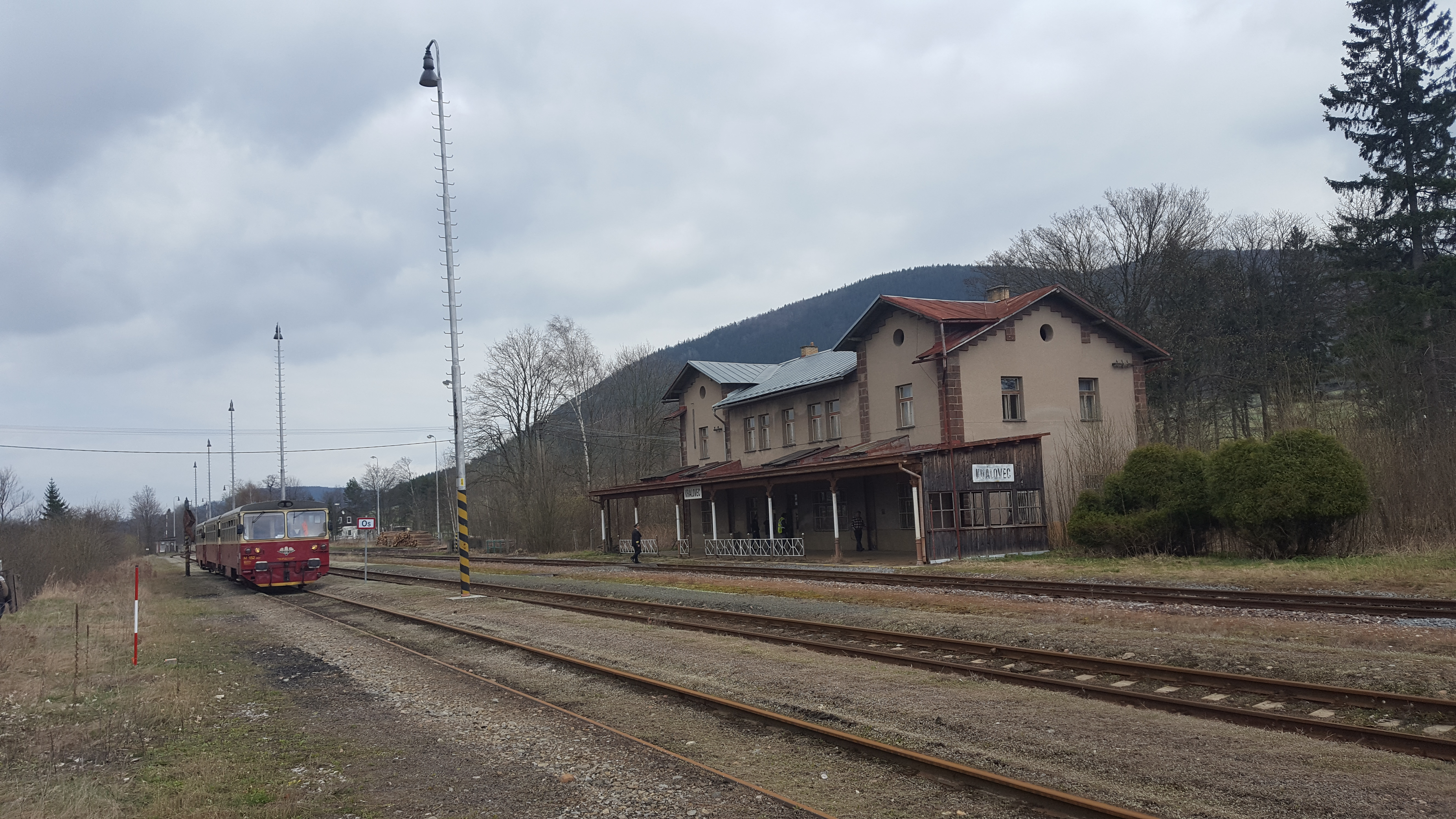
Stazione ferroviaria

Královec si trova nel nord-ovest della regione, vicino alla sorgente del fiume Elba, nell'area dei Monti dei Giganti (Sudeti occidentali) e al confine con la Polonia e la regione di Liberec; sorge 14 km a nord-nordest di Trutnov, 53 km a nord-nordest di Hradec Králové e 128 km a nord-est di Praga.
Il comune confina con Polonia a nord e ad est, Bernartice a sud e Lampertice e Žacléř a ovest.
Královec è un nodo stradale e ferroviario tra la Repubblica Ceca e la Polonia.

## Storia
La prima menzione scritta della città di Královec risale al 1292, tuttavia le foreste della zona sotto il nome di Königshein erano già menzionate nel 1007.

## Monumenti e luoghi d'interesse
- Chiesa di San Giovanni Nepomuceno, costruita dal 1924 al 1928 da Edmund Schubert de Schatzlar al posto di una cappella del 1812
- Statua di San Giovanni Nepomuceno